# Соломатина, Людмила Сергеевна
Людмила Сергеевна Соломатина (в браке Карякина; 26 апреля 1981) — российская биатлонистка, чемпионка Европы и России по летнему биатлону, призёр чемпионата России в зимнем биатлоне. Мастер спорта России международного класса (2010).

## Биография
Воспитанница мурманской СДЮСШОР № 3, тренеры — Сергей Константинович и Татьяна Николаевна Субботины, также тренировалась под руководством Игоря Ветчинова. С 1992 года занималась лыжными гонками, в 1997 году перешла в биатлон. Представляла Мурманскую область и спортивное общество «Динамо».
В 1998 году победила в эстафете на юниорском первенстве России, вместе с Анной Богалий и Ольгой Кудряшовой.
Участница чемпионата Европы среди юниоров 2000 года в Закопане-Косцелиско, заняла 15-е место в спринте и 13-е — в гонке преследования.
Становилась победительницей этапов Кубка России.
В середине 2000-х годов вернулась в спорт после рождения дочери. На чемпионате России становилась бронзовым призёром в индивидуальной гонке в сезоне 2005/06[уточнить], а также завоевала серебро в 2008 году в эстафете, представляя объединённую команду Санкт-Петербурга и Мурманской области.
Больших успехов достигла в летнем биатлоне, где специализировалась в кроссе. На чемпионате Европы 2009 года в Нове-Место завоевала золото в смешанной эстафете. На чемпионате мира 2009 года в Оберхофе финишировала девятой в спринте и гонке преследования. На чемпионатах России неоднократно становилась призёром, в том числе в 2009 году стала чемпионкой в эстафете, серебряным призёром в пасьюте и бронзовым в спринте.
Неоднократно становилась победительницей и призёром соревнований «Праздник Севера».
Окончила Мурманский государственный педагогический университет. Работает тренером в мурманской СШОР по ЗВС.

## Личная жизнь
Супруг — мурманский биатлонист Сергей Карякин, дочь Елена (род. 2004).